# Nucleoplasmă
Nucleoplasma este substanța fundamentală care conține săruri minerale, substanțe organice, enzime și o rețea de filamente care îi dau nucleoplasmei aspectul reticulat. Nucleoplasma constă din 60% - 70% apă, 15% - 25% substanțe organice. În nucleoplasmă este prezent ADN și ARN.  Aceasta este înconjurată de membrană nucleară, prevazută cu numeroși pori, cu rol în transportul substanțelor necesare în cadrul nucleului.  